# Hoquei sobre gel als Jocs Olímpics d'hivern de 1980
Als Jocs Olímpics d'Hivern de 1980 celebrats a la ciutat de Lake Placid (Estats Units) es disputà una prova d'hoquei sobre gel en categoria masculina. La competició tingué lloc entre els dies 12 i 24 de febrer de 1980 entre les instal·lacions del Herb Brooks Arena.

## Comitès participants
Hi participaren un total de 239 jugadors de 12 comitès nacionals diferents:
| - Estats Units (19) - Unió Soviètica (20) - Suècia (20) - Finlàndia (20) - Txecoslovàquia (20) - Canadà (20) |  | - Polònia (20) - Romania (20) - Països Baixos (20) - RFA (20) - Noruega (20) - Japó (20) |

## Resum de medalles
| Prova            | Or | Argent | Bronze |
| Hoquei sobre gel | Estats Units Jim Craig · Jack O'Callahan · Bill Baker · Ken Morrow · Mike Ramsey · Bob Suter · Dave Christian · Dave Silk · Mark Johnson · Rob McClanahan · John Harrington · Mark Pavelich · Buzz Schneider · Steve Christoff · Neal Broten · Mike Eruzione · Eric Strobel · Mark Wells · Phil Verchota | Unió Soviètica Helmuts Balderis · Zinetula Bilyaletdinov · Viacheslav Fetisov · Aleksandr Golikov · Vladimir Golikov · Alexei Kasatonov · Valeri Kharlàmov · Vladimir Krutov · Yuri Lebedev · Sergei Makarov · Aleksandr Maltsev · Boris Mikhailov · Vladimir Myshkin · Vasili Pervukhin · Vladimir Petrov · Aleksandr Skvortsov · Sergei Starikov · Valeri Vasiliev · Vladislav Tretiak · Viktor Zhluktov | Suècia Pelle Lindbergh · William Löfquist · Tomas Jonsson · Sture Andersson · Ulf Weinstock · Jan Eriksson · Tommy Samuelsson · Mats Waltin · Thomas Eriksson · Per Lundquist · Mats Åhlberg · Håkan Eriksson · Mats Näslund · Lennart Norberg · Bengt Lundholm · Leif Holmgren · Bo Berglund · Dan Söderström · Lars Molin · Harald Lückner |

## Medaller
| Posició | País           | Or | Argent | Bronze | Total |
| 1       | Estats Units   | 1  | 0      | 0      | 1     |
| 2       | Unió Soviètica | 0  | 1      | 0      | 1     |
| 3       | Suècia         | 0  | 0      | 1      | 1     |
|         |                |    |        |        |       |
| Total   | Total          | 1  | 1      | 1      | 3     |

## Resultats

### Primera fase

#### Grup vermell
| Equip          | Pts | J | G | E | P | GF | GC | Dif.    |
| -------------- | --- | - | - | - | - | -- | -- | ------- |
| Unió Soviètica | 10  | 5 | 5 | 0 | 0 | 51 | 11 |         |
| Finlàndia      | 6   | 5 | 3 | 0 | 2 | 26 | 18 | 4-3 CAN |
| Canadà         | 6   | 5 | 3 | 0 | 2 | 28 | 12 | 3-4 FIN |
| Polònia        | 4   | 5 | 2 | 0 | 3 | 15 | 23 |         |
| Països Baixos  | 3   | 5 | 1 | 1 | 3 | 16 | 43 |         |
| Japó           | 1   | 5 | 0 | 1 | 4 | 7  | 36 |         |

| 12 de febrer | Canadà         | 10-1 (2-1, 2-0, 6-0) | Països Baixos |
| 12 de febrer | Finlàndia      | 4-5 (0-1, 3-4, 1-0)  | Polònia       |
| 12 de febrer | Unió Soviètica | 16-0 (8-0, 5-0, 3-0) | Japó          |
| 14 de febrer | Unió Soviètica | 17-4 (8-1, 7-1, 2-2) | Països Baixos |
| 14 de febrer | Canadà         | 5-1 (1-0, 2-1, 2-0)  | Polònia       |
| 14 de febrer | Finlàndia      | 6-3 (2-0, 2-2, 2-1)  | Japó          |
| 16 de febrer | Països Baixos  | 3-3 (1-3, 1-0, 1-0)  | Japó          |
| 16 de febrer | Unió Soviètica | 8-1 (5-1, 1-0, 2-0)  | Polònia       |
| 16 de febrer | Canadà         | 3-4 (1-2, 0-1, 2-1)  | Finlàndia     |
| 18 de febrer | Canadà         | 6-0 (2-0, 2-0, 2-0)  | Japó          |
| 18 de febrer | Polònia        | 3-5 (1-3, 1-2, 1-0)  | Països Baixos |
| 18 de febrer | Unió Soviètica | 4-2 (0-1, 1-0, 3-1)  | Finlàndia     |
| 20 de febrer | Polònia        | 5-1 (3-0, 1-0, 1-1)  | Japó          |
| 20 de febrer | Finlàndia      | 10-3 (2-1, 2-1, 6-1) | Països Baixos |
| 20 de febrer | Unió Soviètica | 6-4 (1-1, 1-2, 4-1)  | Canadà        |

#### Grup blau
| Equip          | Pts | J | G | E | P | GF | GC | Dif.    |
| -------------- | --- | - | - | - | - | -- | -- | ------- |
| Suècia         | 9   | 5 | 4 | 1 | 0 | 26 | 7  | 2-2 USA |
| Estats Units   | 9   | 5 | 4 | 1 | 0 | 25 | 10 | 2-2 SUE |
| Txecoslovàquia | 6   | 5 | 3 | 0 | 2 | 34 | 16 |         |
| Romania        | 3   | 5 | 1 | 1 | 3 | 13 | 29 |         |
| RFA            | 2   | 5 | 1 | 0 | 4 | 21 | 30 |         |
| Noruega        | 1   | 5 | 0 | 1 | 4 | 9  | 36 |         |

| 12 de febrer | Txecoslovàquia | 11-0 (0-0, 5-0, 6-0) | Noruega        |
| 12 de febrer | RFA            | 4-6 (1-1, 3-2, 0-3)  | Romania        |
| 12 de febrer | Estats Units   | 2-2 (0-1, 1-0, 1-1)  | Suècia         |
| 14 de febrer | Suècia         | 8-0 (3-0, 4-0, 1-0)  | Romania        |
| 14 de febrer | RFA            | 10-4 (5-2, 3-1, 2-1) | Noruega        |
| 14 de febrer | Estats Units   | 7-3 (2-2, 2-0, 3-1)  | Txecoslovàquia |
| 16 de febrer | Estats Units   | 5-1 (0-1, 3-0, 2-0)  | Noruega        |
| 16 de febrer | Txecoslovàquia | 7-2 (2-0, 3-1, 2-1)  | Romania        |
| 16 de febrer | Suècia         | 5-2 (1-0, 4-1, 0-1)  | RFA            |
| 18 de febrer | Suècia         | 7-1 (2-0, 4-0, 1-1)  | Noruega        |
| 18 de febrer | Txecoslovàquia | 11-3 (5-1, 5-0, 1-2) | RFA            |
| 18 de febrer | Estats Units   | 7-2 (2-0, 2-1, 3-1)  | Romania        |
| 20 de febrer | Romania        | 3-3 (1-1, 0-1, 2-1)  | Noruega        |
| 20 de febrer | Suècia         | 4-2 (2-0, 1-0, 1-2)  | Txecoslovàquia |
| 20 de febrer | Estats Units   | 4-2 (0-2, 2-0, 2-0)  | RFA            |

### Fase final

#### 5è lloc
| 22 de febrer | Txecoslovàquia | 6-1 (5-0, 0-1, 1-0) | Canadà |

#### 1r-4t lloc
| Equip          | Pts | J | G | E | P | GF | GC |
| -------------- | --- | - | - | - | - | -- | -- |
| Estats Units   | 5   | 3 | 2 | 1 | 0 | 10 | 7  |
| Unió Soviètica | 4   | 3 | 2 | 0 | 1 | 16 | 8  |
| Suècia         | 2   | 3 | 0 | 2 | 1 | 7  | 14 |
| Finlàndia      | 1   | 3 | 0 | 1 | 2 | 7  | 11 |

| 22 de febrer | Finlàndia      | 3-3 (1-0, 1-1, 1-2) | Suècia         |
| 22 de febrer | Estats Units   | 4-3 (2-2, 0-1, 2-0) | Unió Soviètica |
| 24 de febrer | Estats Units   | 4-2 (0-1, 1-1, 3-0) | Finlàndia      |
| 24 de febrer | Unió Soviètica | 9-2 (4-0, 5-0, 0-2) | Suècia         |

### Classificació final
1. Estats Units
2. Unió Soviètica
3. Suècia
4. Finlàndia
5. Txecoslovàquia
6. Canadà
7. Polònia
8. Romania
9. Països Baixos
10. RFA
11. Noruega
12. Japó